# Mauvais Piège
Pour les articles homonymes, voir Trapped.
Pour plus de détails, voir Fiche technique et Distribution.
Mauvais Piège (Trapped) est un film germano-américain réalisé par Luis Mandoki et sorti en 2002. Il est adapté du roman 24 Hours de l'écrivain américain Greg Iles, qui rédige le scénario du film.

## Synopsis
Des truands enlèvent une petite fille contre une rançon. Seulement, l'enfant est asthmatique et ses parents, Karen et Will, sont prêts à tout pour la défendre.

## Fiche technique
- Titre original : Trapped
- Titre : Mauvais Piège
- Titre québécois : Piégés
- Réalisation : Luis Mandoki
- Scénario : Greg Iles, d'après son roman 24 Hours
- Musique : John Ottman
- Photographie : Frederick Elmes et Piotr Sobociński
- Montage : Gerald B. Greenberg
- Décors : Richard Sylbert
- Costumes : Michael Kaplan
- Production : Mimi Polk Gitlin et Luis Mandoki
- Société de production : Columbia Pictures et Propaganda Films
- Distribution :
- Budget : 30 millions de dollars
- Pays de production :  États-Unis,  Allemagne
- Format : Couleur - 1,85:1 - DTS / Dolby Digital / SDDS - 35 mm
- Genre : Thriller
- Durée : 106 minutes
- Dates de sortie :
  - États-Unis : 20 septembre 2002
  - Belgique : 25 décembre 2002
  - France : 15 janvier 2003
  - Allemagne : 27 mars 2003
- Interdictions :
  -  France : -12 ans
  -  États-Unis : R
  -  Allemagne : 16

## Distribution
- Charlize Theron (VF : Rafaèle Moutier) : Karen Jennings
- Courtney Love (VF : Marie Vincent) : Cheryl Hickey
- Stuart Townsend (VF : Damien Boisseau) : William Jennings
- Kevin Bacon (VF : Philippe Vincent) : Joe Hickey
- Pruitt Taylor Vince (VF : Antoine Tomé) : Marvin
- Dakota Fanning : Abigail Jennings
- Steve Rankin (VF : Yves Beneyton) : Hank Ferris
- Gary Chalk (VF : Benoît Allemane) : l'agent Chalmers
- Jodie Markell (en) (VF : Catherine Hamilty) : Mary McDill
- Matt Koby : Peter McDill
- Gerry Becker (VF : Jean-Yves Chatelais) : le docteur Stein
- Andrew Airlie : Holden, le réceptionniste de l'hôtel
- Colleen Camp : Joan Evans
- J.B. Bivens : Gray Davidson

## Autour du film
- Le tournage s'est déroulé à Mexico (séquence d'ouverture), Courtenay et Vancouver.
- Le film est dédié au directeur de la photographie Piotr Sobociński, décédé durant le tournage.
- Le film devait initialement porter le même titre que le roman dont il est adapté, 24 Hours, mais fut finalement renommé pour qu'il n'y ait pas de confusion avec la série télévisée 24 heures chrono.
- Dans les premières versions du scénario, le personnage d'Abby était diabétique, mais puisque le film Panic Room, sorti la même année, contenait également une petite fille atteint de diabète, le scénario fut modifié pour qu'Abby soit asthmatique.